# Ibéria

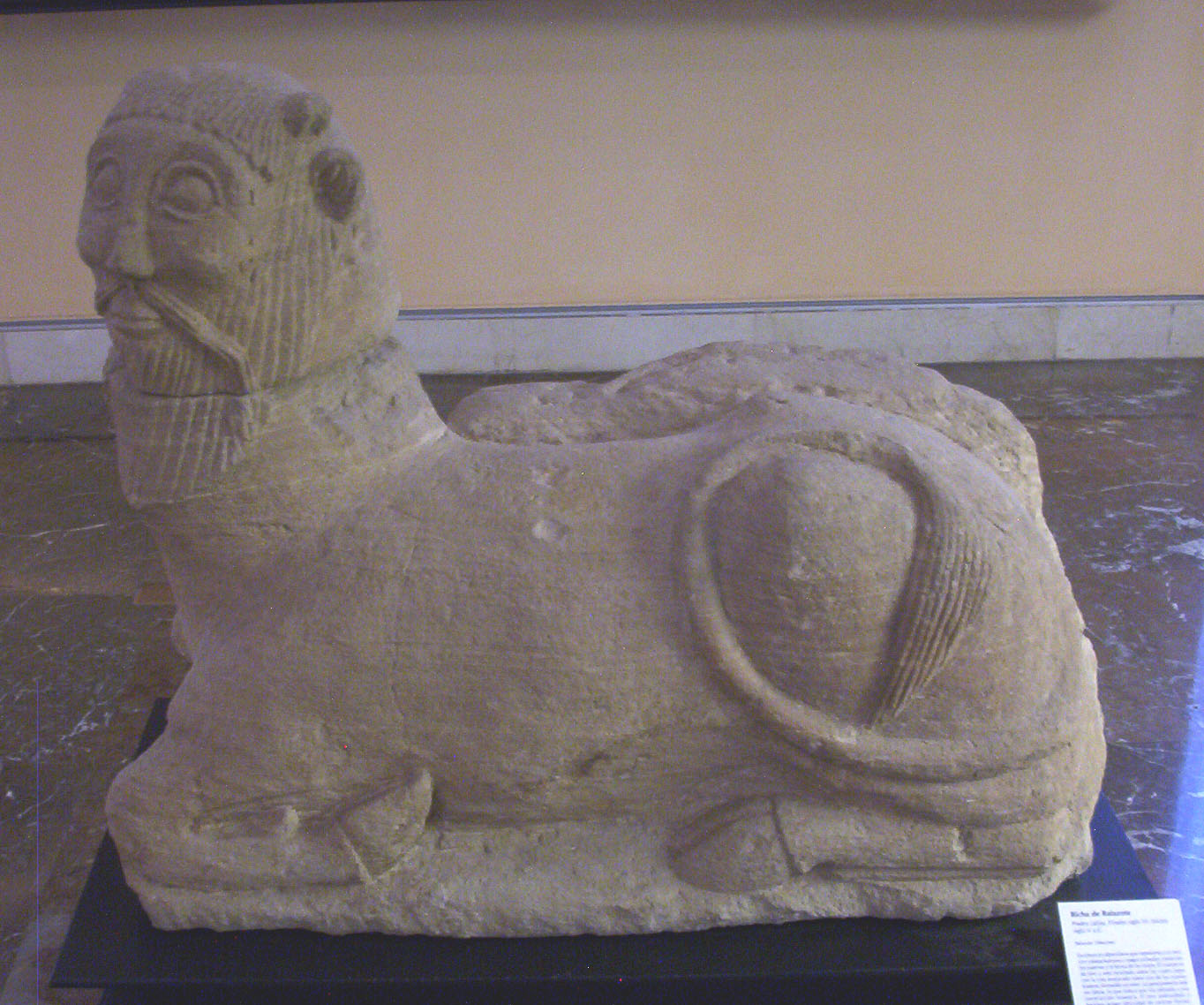
Animal de Balazote (Museu de Arte Nacional de Madrid).

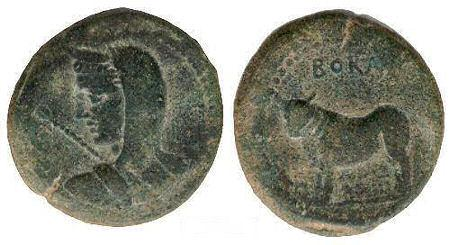
Moedas cunhadas na Ibéria.

Ibéria é o nome pelo qual os gregos conheciam desde tempos remotos o que hoje chamamos Península Ibérica. O historiador grego Heródoto cita o topônimo Ibéria, mas Estrabão (3.4.19) comentou que, enquanto autores anteriores colocavam a fronteira da Ibéria para além do rio Ródano, no seu tempo a fronteira estava situada nos Pirenéus. Outros historiadores afirmam que a designação "Ibéria" seria utilizada pelos gregos para designar a área costeira entre o rio Ródano e o rio Iber. O rio Iber teria assim estado na origem do termo Ibéria. O rio Iber é o atual rio Ebro, no norte de Espanha, que desagua na Catalunha,
O termo Ibéria é grego e o termo Hispânia é latino. Ibéria também é o nome dado à ilha constituída por Portugal e Espanha antes da sua transformação em península, e quando a sua junção com a Europa, há muitos milhões de anos.